# Vitry-sur-Seine
Vitry-sur-Seine je město v jihovýchodní části metropolitní oblasti Paříže ve Francii v departmentu Val-de-Marne a regionu Île-de-France. Od centra Paříže je vzdálené 7,5 km.
Město je dnes hlavně obytnou a obchodně-průmyslovou oblastí Paříže a je zde řada sídlišť s velkým zastoupením přistěhovalců. Hlavními pamětihodnostmi města je gotický kostel Saint-Germain, muzeum moderního umění (2005) a několik parků. Město je partnerským městem českého Kladna.

## Poloha
Město je rozloženo mezi řekou Seinou, kde byl významný přístav Port-a-l´Anglais, a návrším (le Plateau) směrem k sousední obci Villejuif. Hlavní ulice (Rue Stalingrad) sleduje starou římskou cestu do Itálie. Byla to oblast nejprve vinic, od 17. století fíkových sadů a později školek a zahradnictví. Ve svahu pahorku se také těžil stavební kámen, často v podzemních štolách. Počátkem 20. století měla obec asi 9 tisíc obyvatel. Dnes je prakticky celá plocha zastavěna, zčásti domky se zahradami, zčásti výškovými budovami, obchodními středisky a halami.
Ve městě je nádraží linky RER C, po hlavní třídě jezdí mnoho autobusových linek, která zčásti navazují na linku 7 pařížského metra, jež končí v sousedním Villejuif.

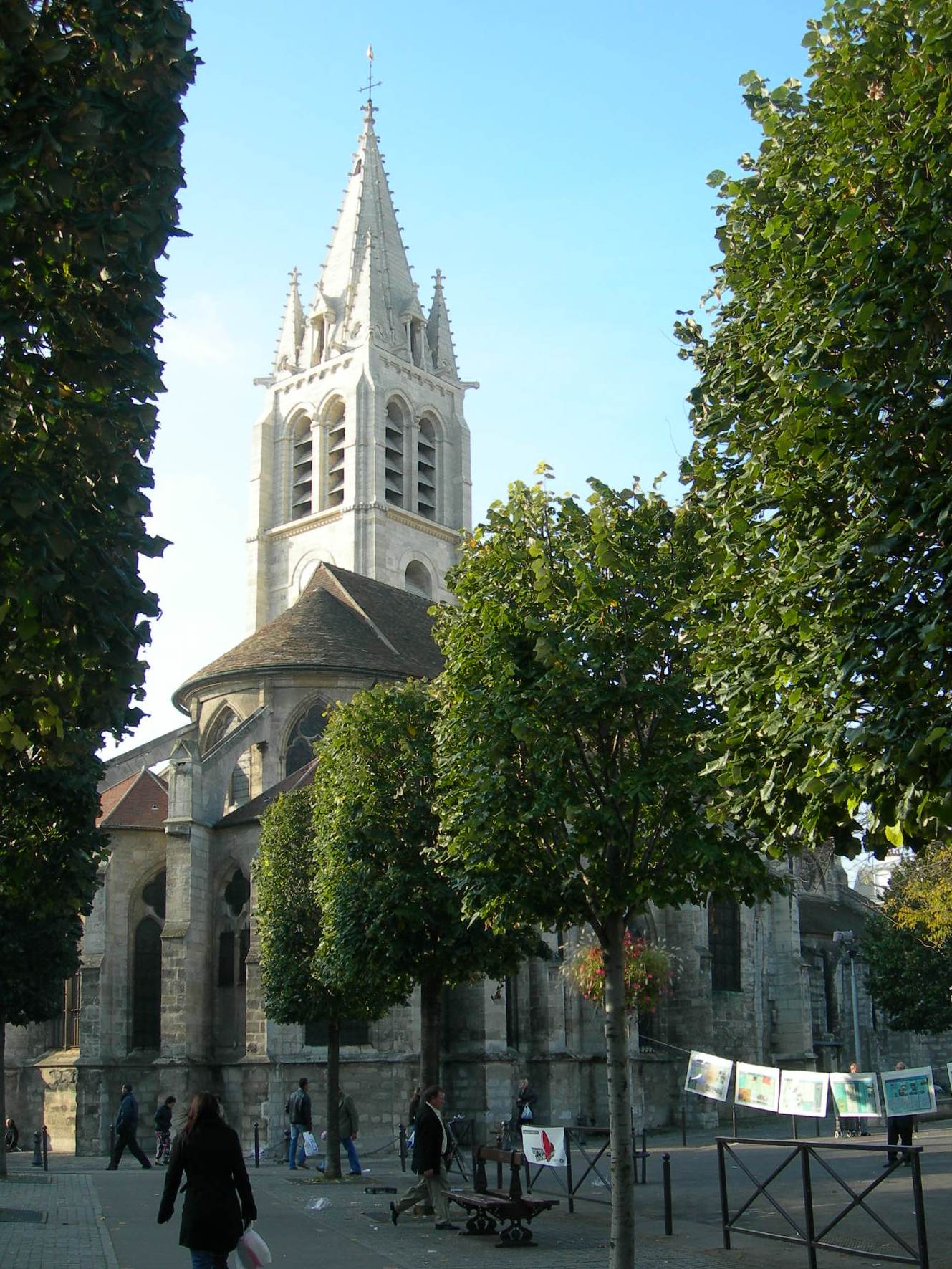
Vitry, St-Germain Pohled z náměstí

Sousední obce: Ivry-sur-Seine, Alfortville, Choisy-le-Roi, Thiais, Chevilly-Larue a Villejuif.

## Historie
Jméno Vitry pochází z latinského Victoriacum nebo Vitriacum, jež je doloženo od 10. století, a odvozuje se nejspíše od jména nějakého římského kolonisty, kteří zde zakládali vinice. Ve středověku se nazývalo Vitry u Paříže, od 17. století Vitry-sur-Seine. Roku 52 př. n. l. se zde odehrála bitva, kde římské vojsko porazilo Galy a mohlo pak dobýt i Paříž.
V raném novověku měl velký význam zdejší přístav, kde se také odehrála řada krvavých střetnutí. Pevnost Moulin de Saquet hrála významnou úlohu za války v roce 1870 a za Pařížské komuny. V nedávné minulosti došlo na sídlištích ve Vitry k několika bouřím, při nichž se zapalovala auta.

## Kostel Saint-Germain de Paris
Poměrně rozlehlý gotický trojlodní kostel (délka 48 m) s věncem kaplí a kamennou věží byl postaven ve 12. a 13. století a patří k nejkrásnějším v celé oblasti; od roku 1862 je národní památkou. Má krásnou gotickou klenbu, kamenné hlavice sloupů pocházejí ze 12. století a v kostele je několik náhrobků a obrazů ze 17. a
18. století. V letech 2001 – 2003 byla věž důkladně opravena.

## Muzeum MAC/VAL
V listopadu 2005 bylo otevřeno nové muzeum současného umění s hezkou parkovou úpravou a zahradou, kde se pořádají různé kulturní události.

## Vývoj počtu obyvatel
Počet obyvatel

## Osobnosti
- Clement Perrot (1891–1970), starosta města v letech 1957–1970, čestný občan Kladna (r. 1964)
- Maurice Cotier (* 1932), dlouholetý zástupce starosty města, v roce 2006 obdržel Cenu města Kladna
- Zdeněk Manina (* 1961), kladenský sochař, autor figurální plastiky Řetěz z roku 2009

## Partnerská města
- Kladno, Česko (v Kladně ulice Vitry)